# 奥山水源の森 保全・再生議員連盟
奥山水源の森 保全・再生議員連盟（おくやますいげんのもり ほぜん・さいせいぎいんれんめい）は「林野庁による戦後の拡大造林政策の検証を行い、水源地・野生鳥獣の生息地でもある奥山の広大な広葉樹林を再生するための、法的な整備も含めた実効ある政策立案・実行体制の構築を図る」ことを目的として2010年11月18日に発足した日本の超党派の議員連盟。発足時の議員数は約50人。発足3ヶ月後には60人を超えた。

## 設立の趣意
- 日本人は、森の保全に成功してきた希有の国民であり、戦前まではクマをはじめとする大型野生鳥獣のすむ保水力抜群の豊かな森が全国に残っていた。
- 戦後の拡大造林政策により人工林が4割を占め、林業の不振で放置された造林地は暗い、下草もない、荒廃した林となった。奥山の荒廃が地下水の枯渇、川の水位低下、山崩れ、洪水などの災害などの原因である。
- 奥山の荒廃がクマの大量出没の主因である。豊かな森の維持のため、クマの緊急保全が必要である（参加議員のブログ記事[2]・ジャーナリストの取材記事[3]による）。

## 日本熊森協会との関係
日本熊森協会の強い働きかけにより発足し、設立総会には、自然保護団体の代表として同協会会長が招かれた。設立の趣意は、同協会の主張をなぞっている。
主な活動として、熊森協会と連携して行う勉強会、熊森協会と共催する市民向けシンポジウムなどを行う。

## 主な参加議員
ブログ等で参加を表明している、あるいは報告されている議員は、立憲民主党・自由民主党・公明党・日本共産党などにわたる。
- 立憲民主党

阿部知子・川内博史（副会長）
- 自由民主党

松下新平・城内実（副会長）
- れいわ新選組

大島九州男・高井崇志（幹事）
このうち、引退した赤松正雄・鳩山は以前から日本熊森協会顧問の任にある。

## 引退・落選議員
- 赤松正雄（副会長・2012年に引退）
- 石井登志郎（事務局長・2012年に落選）
- 森本哲生（幹事長・2012年に落選）
- 姫井由美子（幹事・2012年に落選）
- 加藤修一（副会長・2013年に引退）
- 松浦大悟（幹事・2013年に落選）
- 鳩山邦夫（顧問・2016年に死去）
- 前田武志（会長・2016年に落選）
- 宮本岳志（副会長・2024年に落選）